# Mistrovství Československa v cyklokrosu 1985
Mistrovství Československa v cyklokrosu 1985 se konalo v sobotu 26. ledna 1985 v Banské Bystrici.
Délka závodu byla 18,6 km. Start závodu byl na stadionu SNP. 

## Přehled
| Poř.             | Jméno              | Čas        |
| Zlatá medaile    | František Klouček  | 1:01:47 h  |
| Stříbrná medaile | Miloslav Kvasnička | + 0:26 min |
| Bronzová medaile | Ondrej Glajza      | + 0:38 min |
| 4                | Petr Klouček       | + 0:49 min |
| 5                | Radovan Fořt       | + 1:02 min |
| 6                | Fišer              | + 1:07 min |